# Ковалёв, Александр Антонович (комдив)
Александр Антонович Ковалёв (1899 — 1942) — видный руководитель пограничных и внутренних войск НКВД СССР, начальник Главного управления пограничных и внутренних войск (ГУПВВ) НКВД СССР, комдив (1938).

## Биография
Родился в 1899 году в г. Чериков Могилёвской губернии. Закончил приходское училище, высшее начальное училище, Могилёвские пехотные командные курсы РККА. Депутат Верховного Совета РСФСР 1 созыва.
В РККА с 1919 года: помощник командира, командир роты на Западном фронте и под Петроградом. Участник боёв с Юденичем, был тяжело ранен.
В органах Гомельской ЧК с 1921 года: помощник начальника секретно-оперативной части; член коллегии; начальник общеадминистративной части; заместитель председателя.
В Пограничных войсках ГПУ/НКВД с 1921 года: начальник Житковического, Заславльского пограничного особого отделения БССР; начальник 12 пограничного отряда ОГПУ БССР. С середины 1929 года заместитель начальника Управления погранохраны и войск полномочного представительства ОГПУ по Казахской ССР по оперативной части, с 1930 года заместитель начальника Управления погранохраны и войск ОГПУ Среднеазиатского округа. В 1935—1938 гг. — начальник Управления пограничной и внутренней охраны (пограничных и внутренних войск) НКВД Ленинградского округа. В 1938—1939 гг. — начальник Главного управления пограничных и внутренних войск НКВД СССР. 7 октября 1938 года утверждён членом Военного совета при народном комиссаре обороны СССР.
Имел воинские звания комбриг (23.12.1935) и комдив (14.01.1938).
13 мая 1939 года уволен в запас «за невозможностью использования в связи с сокращением штатов или реорганизацией». По косвенным данным, планировался Сталиным к назначению на должность начальника войск НКВД по охране тыла Ленинградского фронта, но 8 апреля 1942 года был найден застреленным в поезде Москва-Горький. Официальная причина — самоубийство. Оставил посмертную записку в которой объяснил свой поступок тяжелым моральным состоянием и «потерей к нему политического доверия». Место захоронения неизвестно.

## Награды
- орден Красного Знамени (25.11.1934);
- орден Красной Звезды (27.03.1933);
- орден «Знак Почёта» (14.02.1936);
- орден Красного Знамени Узбекской ССР № 153 (1932);
- медаль «XX лет РККА» (22.02.1938);
- знак «Почётный работник ВЧК—ГПУ (V)» (1931);
- Именное оружие от Реввоенсовета СССР — шашка (1928);
- Именное оружие от Коллегии ОГПУ СССР — браунинг (1927).